# 拉杰普尔
拉杰普尔（Rajpur），是印度中央邦Barwani县的一个城镇。总人口17913（2001年）。

## 人口
该地2001年总人口17913人，其中男性9103人，女性8810人；0—6岁人口3100人，其中男1577人，女1523人；识字率58.52%，其中男性为67.86%，女性为48.86%。